# 1803
Évszázadok: 18. század – 19. század – 20. század
Évtizedek: 1750-es évek – 1760-as évek – 1770-es évek – 1780-as évek – 1790-es évek – 1800-as évek – 1810-es évek – 1820-as évek – 1830-as évek – 1840-es évek – 1850-es évek
Évek: 1798 – 1799 – 1800 – 1801 –  1802 – 1803 – 1804 – 1805 – 1806 – 1807 – 1808

## Események
- Dánia a világon elsőként megtiltja a dán alattvalóknak a rabszolgakereskedelmet és a rabszolgák tartását.[1]
- Az Amerikai Egyesült Államok megvásárolja a New Orleanstól a Kanadáig nyúló 2,14 millió négyzetkilométeres Louisiana államot Franciaországtól.[2] (Az USA kifizette a kért 15 millió dolláros vételárat, s az óriási területből lett lényegében a mai Louisiana mellett Oklahoma, Arkansas, Kansas, Missouri, Nebraska, Észak- és Dél-Dakota, illetve Montana szövetségi állam, valamint Minnesota, Wyoming, Új-Mexikó és Colorado egy része, de jutott belőle egy határmegállapodás révén a kanadai Alberta és Saskatchewan tartományoknak is.)[3]
- Megnyit az első közforgalmú lóvasút, a Surrey Iron Railway.

## Születések
- február 6. – Teodor Aaron, prépost, történész († 1867)
- március 15. – Dósa Elek jogi doktor, akadémiai jogtanár, a képviselőház alelnöke, az MTA tiszteleti tagja, költő († 1867)
- május 25. – Baldácsy Antal, országgyűlési képviselő († 1878)
- május 25. – Ralph Waldo Emerson, amerikai esszéíró, költő, unitárius lelkész és a transzcendentalista mozgalom vezetője († 1882)
- június 2. – Asbóth Lajos, honvéd tábornok († 1882)
- július 3. – Vetter Antal, honvéd tábornok († 1882)
- október 17. – Deák Ferenc, politikus, a "Haza bölcse" († 1876)
- november 4.  – Gonzeczky János tábori lelkész, az 1848–49-es forradalom és szabadságharc vértanúja († 1849)
- november 29. – Christian Doppler, osztrák fizikus († 1853)
- december 5. – Fjodor Ivanovics Tyutcsev, orosz költő, diplomata († 1873)
- december 11. – Hector Berlioz, francia zeneszerző († 1869)
- december 23. – Czente István katolikus pap, költő († 1859)
- december 26. – Friedrich Reinhold Kreutzwald észt költő, író, folklorista, az észt nemzeti eposz, a Kalevipoeg összeállítója, az MTA tagja († 1882)
- Bővebb lista az "1803-ban született személyek” kategóriában

## Halálozások
- január 29. – La Clairon francia színésznő (* 1723)
- február 11. – Jean-François de La Harpe, francia kritikus és költő (* 1739)
- március 14. – Friedrich Gottlieb Klopstock, német költő (* 1724)
- április 7. – Toussaint Louverture, Haiti forradalmár (* 1743)
- július 21. – Fekete János, császári-királyi kamarás és vezérőrnagy, műfordító, költő (* 1741)
- november 12. – Csernátoni Vajda Sámuel, marosvásárhelyi református tanár (* 1750)
- november 18. – Domokos Lajos, Debrecen város főbírája (* 1728)
- december 18. – Johann Gottfried Herder, német költő, műfordító, teológus, filozófus (* 1744)